# Wisław z Kościelca
Wisław z Kościelca (Wisław Zabawa) herbu Zabawa (?-zm. 14 marca 1242) – biskup krakowski w latach 1229–1242.
Urodził się w Kościelcu. Po śmierci biskupa Iwona Odrowąża część kapituły krakowskiej opowiedziała się za kandydaturą Wisława z Kościelca, tę kandydaturę poparł także książę Henryk Brodaty, a zatwierdził na książęcą prośbę papież w 1231.
Biskup ufundował w rodzinnym Kościelcu koło Proszowic romański kościół zachowany w niezmienionej formie do dziś.
W 1234 sprowadził do Ludźmierza zakon cystersów, których następnie przeniósł w 1240 do Szczyrzyca.
W 1237 zezwolił franciszkanom na założenie swojego pierwszego klasztoru w Krakowie.
U schyłku swoich rządów biskupich w Krakowie przeżył niszczący najazd tatarski w 1241.